# ネマニャ・グデリ
ネマニャ・グデリ（Nemanja Gudelj, 1991年11月16日 - ）は、ユーゴスラビア・ベオグラード出身のサッカー選手。セルビア代表。セビージャFC所属。ポジションはミッドフィールダー。

## 経歴

### クラブ
アヤックスは2015年5月6日、AZからグデリを獲得したことをクラブ公式HP上で発表した。契約は2020年6月末までとなる。グデリは、NACブレダの下部組織で、2013－14シーズンからAZでプレーしていた。マルコ・ファン・バステン元監督からチームの主将に任命され、リーグ戦31試合に出場し11ゴールをマーク。なお、クラブは合わせてNACブレダから同選手の弟であるドラギシャ・グデリを獲得したことと、同クラブのコーチを務める父のネボイシャ・グデリが加入することも発表している。
アヤックスではプレースピードの遅さで6番への適性を疑われるも、フィジカル面の強さによってフランク・デ・ブールの信頼を得てスタメンでプレー。しかし2016年夏に新監督に就任したピーター・ボスの6番像には合わず、インサイドハーフとしても低調なパフォーマンスだったことでハキム・ツィエクの加入によりスタメン外に。ボスとの話し合いの中で「ベンチに座るモチベーションが無い」とメンタル面の不足を認めたことで2016年11月5日にセレクション外となり、そのままクラブを離れた。
2017年1月6日、中国スーパーリーグの天津泰達に移籍することが発表された。
2018年8月、スポルティングCPにレンタル移籍。
2019年7月23日、セビージャFCと4年契約を結んだ。

### 代表
2010年からセルビアの世代別代表に名を連ねるようになり、AZアルクマールでプレーしていた2014年3月5日、アイルランド代表との親善試合でセルビア代表デビューを飾った。代表初ゴールは同年11月18日のギリシャ代表戦である。
2022年11月、2022 FIFAワールドカップに臨むセルビア代表に選出され、自身初のメジャー大会挑戦が決定した。大会では中盤のレギュラーとしてグループステージ全3試合に出場したが、チームはグループ最下位で大会を終えた。

## 代表歴

### 出場大会
- セルビア代表
  - 2022 FIFAワールドカップ

### 試合数
- 国際Aマッチ 60試合 1得点（2014年-）[8]

| セルビア代表 | 国際Aマッチ | 国際Aマッチ |
| 年           | 出場        | 得点        |
| ------------ | ----------- | ----------- |
| 2014         | 9           | 1           |
| 2015         | 2           | 0           |
| 2016         | 5           | 0           |
| 2017         | 6           | 0           |
| 2018         | 0           | 0           |
| 2019         | 3           | 0           |
| 2020         | 8           | 0           |
| 2021         | 11          | 0           |
| 2022         | 7           | 0           |
| 2023         | 9           | 0           |
| 2024         |             |             |
| 通算         | 60          | 1           |

### 得点
| # | 開催日         | 開催地                             | 対戦国   | スコア | 結果 | 大会     |
| - | -------------- | ---------------------------------- | -------- | ------ | ---- | -------- |
| 1 | 2014年11月18日 | ハニア、ペリヴォリア市営スタジアム | ギリシャ | 2-0    | 2-0  | 親善試合 |

## タイトル
広州恒大
- 中国サッカー・スーパーカップ : 1回 (2018)

スポルティングCP
- タッサ・ダ・リーガ : 1回 (2018-19)
- タッサ・デ・ポルトガル : 1回 (2018-19)

セビージャ
- UEFAヨーロッパリーグ : 2回 (2019-20, 2022-23)